# IC 1340
IC 1340 est une région des Dentelles du Cygne situées dans la constellation du même nom. IC 1340 se situe au bas de la partie orientale de ce rémanent de supernova, au-dessous de NGC 6995. IC 1340 a été découverte par l'astronome américain Truman Safford en 1866.

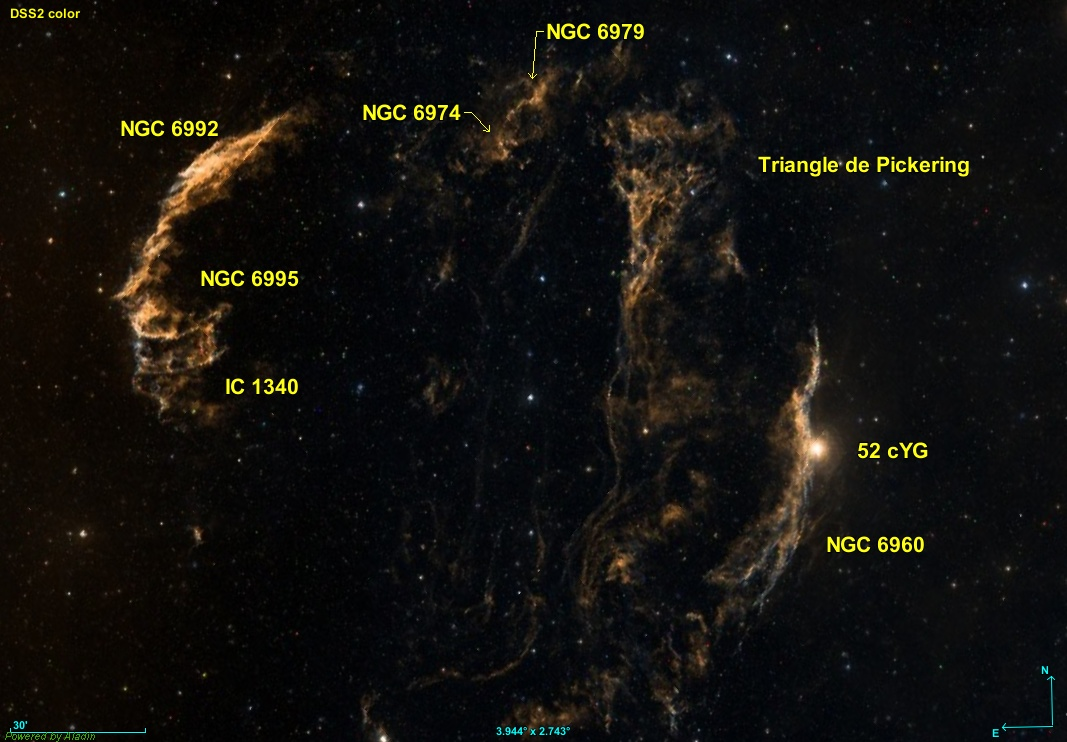
Cinq entrées du catalogue NGC et une du catalogue IC sont présentes dans ce rémanent de supernova.

L'entier rémanent de supernova occupe une région d'environ 3 degrés de diamètre, soit environ six fois le diamètre angulaire de la pleine lune, ce qui correspond à une taille de 110 années-lumière. Les Dentelles du Cygne renferment plusieurs autres objet du New General Catalogue et un autre de l'Index Catalogue comme le montre la figure ci-contre.